# Victoria Kahn
Yvonne Victoria Kahn, född 6 februari 1954 i Årsta, är en svensk skådespelerska, mimare, sångerska, koreograf och teaterregissör. Hon är dotter till violinisten Hasse Kahn och musikern Yvonne Modin.

## Biografi
Kahn debuterade som sexåring på Kungliga Dramatiska Teatern. Hon studerade vid Skara Skolscen och vid mimlinjen på Danshögskolan 1974–1977. Efter avslutad utbildning var hon med om att starta Pantomimteatern. Sedan 1980 har hon frilansat och haft engagemang vid Turteatern, Operan, Norrbottensteatern, Stockholms stadsteater, Upsala Stadsteater, Malmö Musikteater och Teater Västernorrland.
Som sångerska debuterade hon på Svensktoppen 1967 med "Tro't om ni vill", hon var då den yngsta som legat på listan.

## Filmografi
Roller
- 1960 – Titteliture (TV-serie) (julkalender)
- 1964 – Älskling på vift
- 1965 – Salta gubbar och sextanter
- 1966 – Arga gubben hade fel - vilket skulle bevisas (TV-serie)
- 1966 – Ön
- 1980 – Lycka till (TV-serie)
- 1982 – Kraschen och tryggheten
- 1986 – Sammansvärjningen (TV-serie)
- 1988 – Xerxes (TV-serie)
- 1997 – Skilda världar (TV-serie)
- 2005 – Häktet (TV-serie)
- 2008 – Kungamordet (TV-serie)

Koreograf
- 1984 – Äntligen!

## Teater

### Roller (ej komplett)
| År   | Roll          | Produktion                                                                                  | Regi           | Teater                 |
| ---- | ------------- | ------------------------------------------------------------------------------------------- | -------------- | ---------------------- |
| 1986 | Dejanira      | Mirandolina (Die Wirtin) Peter Turrini                                                      | Johan Huldt    | Turteatern             |
| 1987 | Molly         | Miraklet (The Well of the Saints) John Millington Synge                                     | Johan Huldt    | Turteatern             |
| 1992 | Medverkande   | Spånskiva, kabaré Ethel Berg, Robert Sjöblom, Peter Harryson, Jan Bandel och Carsten Palmær | Peter Harryson | Turteatern             |
| 2002 | Guidos mor    | Nine Maury Yeston                                                                           | Vernon Mound   | Malmö musikteater      |
| 2003 | Susan Kvinna  | Allt eller inget Terrence McNally och David Yazbek                                          | Marianne Mörck | Stockholms stadsteater |
| 2013 | Else Linnea   | Charmören från Långedrag Franz Arnold och Ernst Bach                                        | Anders Aldgård | Gunnebo slottsteater   |
| 2017 | Matilda Minör | Spanska flugan Franz Arnold och Ernst Bach                                                  | Anders Aldgård | Gunnebo slottsteater   |